# Ernesto Mascheroni
Ernesto Mascheroni (Montevideo, 1907. november 21. – Montevideo, 1984. július 3.) világbajnok uruguayi és olasz válogatott labdarúgó.
Az uruguayi válogatott tagjaként részt vett az 1930-as világbajnokságon illetve az 1929-es és az 1939-es Dél-amerikai bajnokságon.
Az olasz válogatottal megnyerte a Közép-európai kupa 1933–35-ös sorozatát.

## Sikerei, díjai
Peñarol
- Uruguayi bajnok (3): 1932, 1937, 1938

Uruguay
- Világbajnok (1): 1930

Olaszország
- Közép-európai kupa győztes (1): 1933–35

## Külső hivatkozások
- Statisztika az RSSSF.com honlapján
- Világbajnok keretek az RSSSF.com honlapján
- Ernesto Mascheroni a FIFA.com honlapján Archiválva 2015. január 31-i dátummal a Wayback Machine-ben